# Erysimum substrigosum
Erysimum substrigosum là một loài thực vật có hoa trong họ Cải. Loài này được (Rupr.) N.Busch mô tả khoa học đầu tiên năm 1909.